# Paparzyn

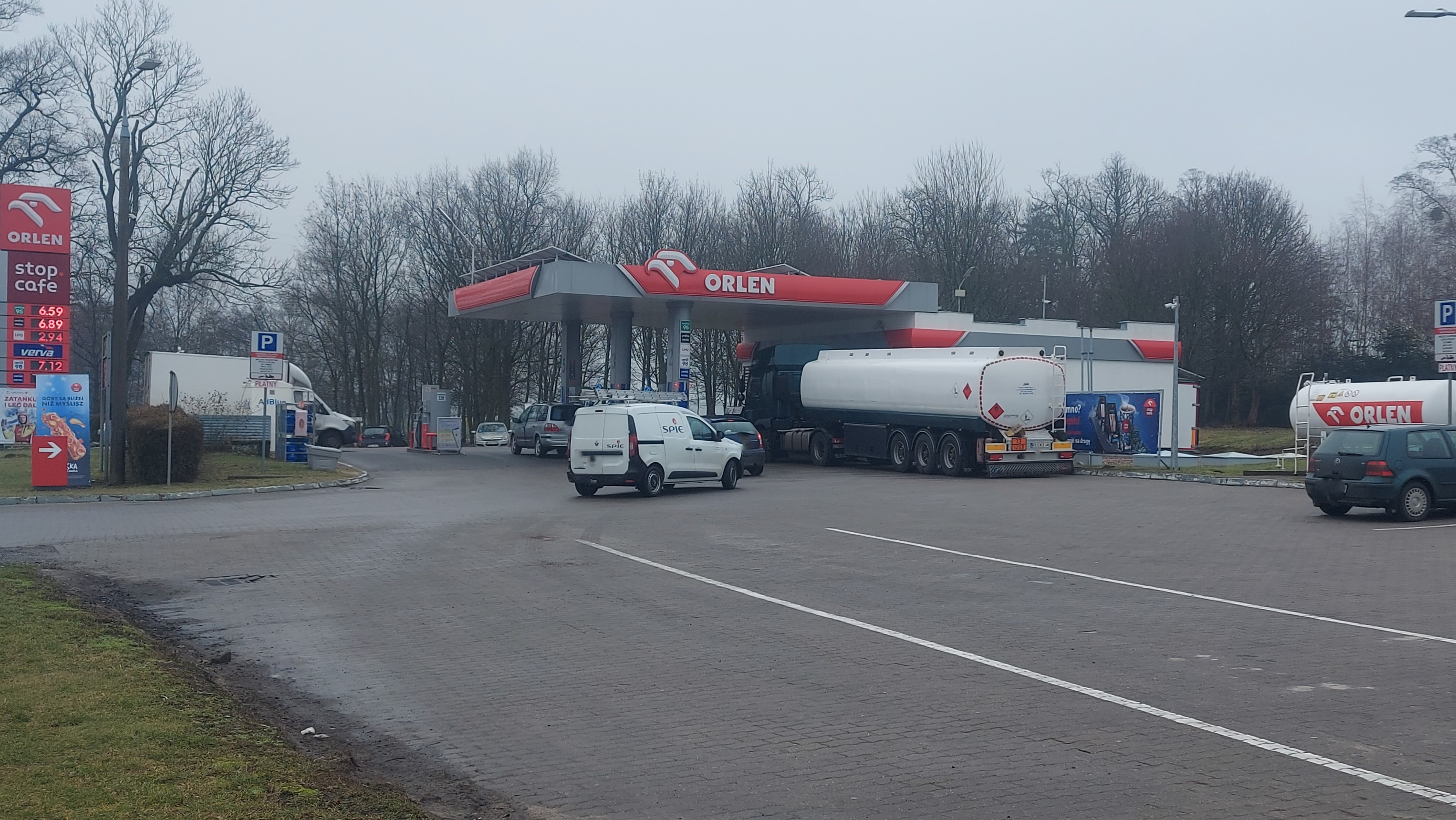
Lokacja dawnego dworku w Paparzynie (obecnie stacja benzynowa Orlen)

Paparzyn (daw. niem. (1421 r.) Pampirsin, Pamperste, Pimperzino, od 1570 r. Paparzin) – wieś w Polsce położona w województwie kujawsko-pomorskim, w powiecie chełmińskim, w gminie Stolno.
W 1966 r. powierzchnia wsi wynosiła 6,6 km².

## Podział administracyjny
Wieś położona była w latach 1466 - 1772 w województwie chełmińskim. Wg. spisu z 1664 wspomina jako wieś królewska.
W latach 1772–1807, 1815 - 1829, 1878 - 1919 położona była w prowincji Prusy Zachodnie, w rejencji kwidzyńskiej, w powiecie chełmińskim.
W latach 1807–1815 położona była w departamencie bydgoskim, w powiecie chełmińskim.
W latach 1829–1878 położona była w prowincji Prusy, w rejencji kwidzyńskiej, w powiecie chełmińskim.
W latach 1919–1939 i 1945 - 1950 położona była w województwie pomorskim, w powiecie chełmińskim.
W latach 1939–1945 położona była w okręgu Rzeszy Gdańsk-Prusy Zachodnie, w rejencji bydgoskiej (Regierungsbezirk Bromberg), w powiecie Chełmno (Kreis Kulm).
W latach 1950–1954 położona była w województwie bydgoskim, w powiecie chełmińskim.
W latach 1954–1959 wieś położona była w województwie bydgoskim, w powiecie chełmińskim i była siedzibą władz gromady Paparzyn. W latach 1959–1972 należała do gromady Robakowo.
W latach 1975–1998 miejscowość administracyjnie należała do województwa toruńskiego.

## Demografia
Wieś w latach 60. XIX w. miała być zamieszkiwana przez 283 mieszkańców (180 katolików oraz 98 ewangelików), znajdowało się 42 budynki, w tym 20 domów.
Według danych Prezydium Powiatowej Rady Narodowej w Chełmnie oraz Powiatowego Inspektoratu Statystycznego w Chełmnie (31 XII 1966 r.) sołectwo Paparzyn było zamieszkiwane przez 386 mieszkańców. Czyniło ją wtedy drugą największą wsią w gromadzie Robakowo.
Według Narodowego Spisu Powszechnego (III 2011 r.) wieś liczyła 366 mieszkańców. Jest ósmą co do wielkości miejscowością gminy Stolno.

## Historia
W czasie wczesnego średniowiecza funkcjonować tutaj miało osadnictwo obronne.
Paparzyn jest po raz pierwszy wzmiankowany w 1394, był wtedy osadą w komturii starogrodzkiej. W XV wieku wieś liczy 30 łanów, w 1421 wójt z Lipienka otrzymywał z Paparzyna czynsz w wysokości 15 grzywien i 1 wiardunku. W latach 1437–1438 wieś była własnością Zakonu Krzyżackiego we władaniu wójta Lipienka, który miał we władaniu 30 łanów, w tym 22 1/2 łana osobowego, czynsz wynosił 20 szk. z łanu.

Po II Pokoju Toruńskim wieś weszła w obręb województwa chełmińskiego. Leżała na terenie powiatu chełmińskiego, w obrębie parafii Wabcz. Sama wieś należała do ewangelickiej parafii Wielkie Łunawy.

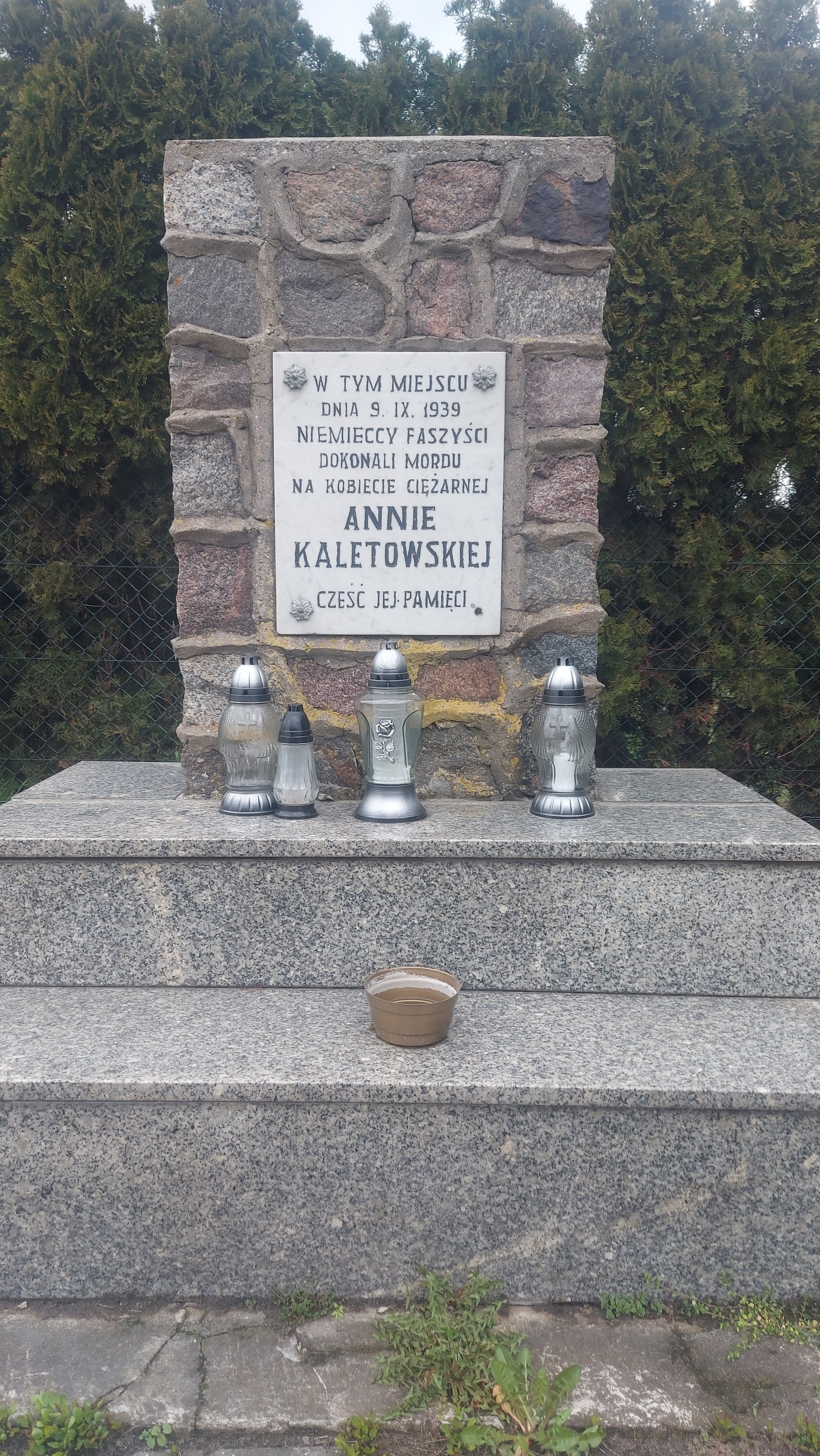
Pomnik męczeństwa Anny Kaletowskiej w Paparzynie

W 1570 Paparzyn stał się własnością królewską, dzierżawcą był Marcin Dulski, który miał 13 łanów chłopskich, 15 zagrodników, 2 komornice i karczmę. Po potopie szwedzkim wieś podupadła, w 1664 wieś dzierżawił Przystanowski. W 1706 r. podczas wizytacji biskupa W 1765 Paparzyn nadano rodowi von Keyserlingk. Następnie właścicielami została rodzina von Stole, która miała mieć ja od 1794 r. Rodzina ta została wymieniona jako właściciele tej wsi również w roku 1856. Na przełomie lat 50. i 60. XIX w. dzierżawcą miejscowości został Max Reichel, który w 1885 był już jej właścicielem. W Paparzynie istniała też gorzelnia, hodowano bydło i owce. We wsi znajdowała się leśniczówka Waldhof, obejmująca ok. 200 ha. 
Funkcjonowała także w tym czasie we wsi niewielka szkoła. Według spisu zabytku z 1968 miała zostać wybudowana w stylu klasycystycznym i około połowy XIX wieku przejść remont. Był to budynek podpiwniczony, posiadający 6 pomieszczeń, 6 ha (głównie były to obszary pod sady oraz różnego typu upawy), a także, w przybliżeniu, 153 m2 powierzchni urzytkowej. Po wojnie zmieniło się jego przeznaczenie i stał się domem mieszkalnym (4 izby mieszkalne i 2 pokoje o innym przeznaczeniu), którego, w latach 60. XX w., właścicielką była Bronisława Furgał. Z czasem budynek został rozebrany.
W 1868 r. we wsi znajdowały się gorzelnia parowa, hodowla owiec oraz bydła. W latach 70. lat XIX w. w prowadzono prace archeologicznie, gdzie odkryto znacznych rozmiarów cmentarzysko, które miało znajdować się pomiędzy wsią Paparzyn oraz Wielkie Łunawy. Odkrycia dokonano na wzgórzu zwanym ,,Białogórzem". Prace w tamtym miejscu podjęto w latach 1872-1876 po przypadkowym znalezieniu. Tamtejsze cmentarzysko (określane jako cmentarzysko skrzyniowe) miało być rozkopane przez Constantego Florkowskiego oraz Scharloka z Grudziądza. Florkowski odsłonił tam 20 grobów skrzyniowych, przy których znaleziono dwie popielnice oraz kilka, zniszczonych pokrywek. Natomiast Scharlok w swoich wykopaliskach znalazł 7 całych urn popielicowych oraz 8 pokrywek. Znaleziska były przez pewien czas w prywatnych kolekcjach odkrywców. Dwie całe urny miały znajdować się w miejskiej szkole dziewczęcej, a druga w prywatnej kolekcji dr Abrahama Lissauera. Wg. Folriańskiego na tamtym cmentarzysku przez cały okres aż do odnalezienia zniszczono, znaleziono, wydobyto ok. 200 urn, a także miałby być widoczne obszary, w których dokonywano palenia ciał. Tutejsze stanowiska archeologiczne zaliczać się miały do kultury łużyckiej (cmentarzysko od V okresu epoki brązu do okresu halsztackiego), stanowisko kultury wschodniopomorskiej (okres halsztacki), stanowisko z okresu lateńskiego i wpływów rzymskich.

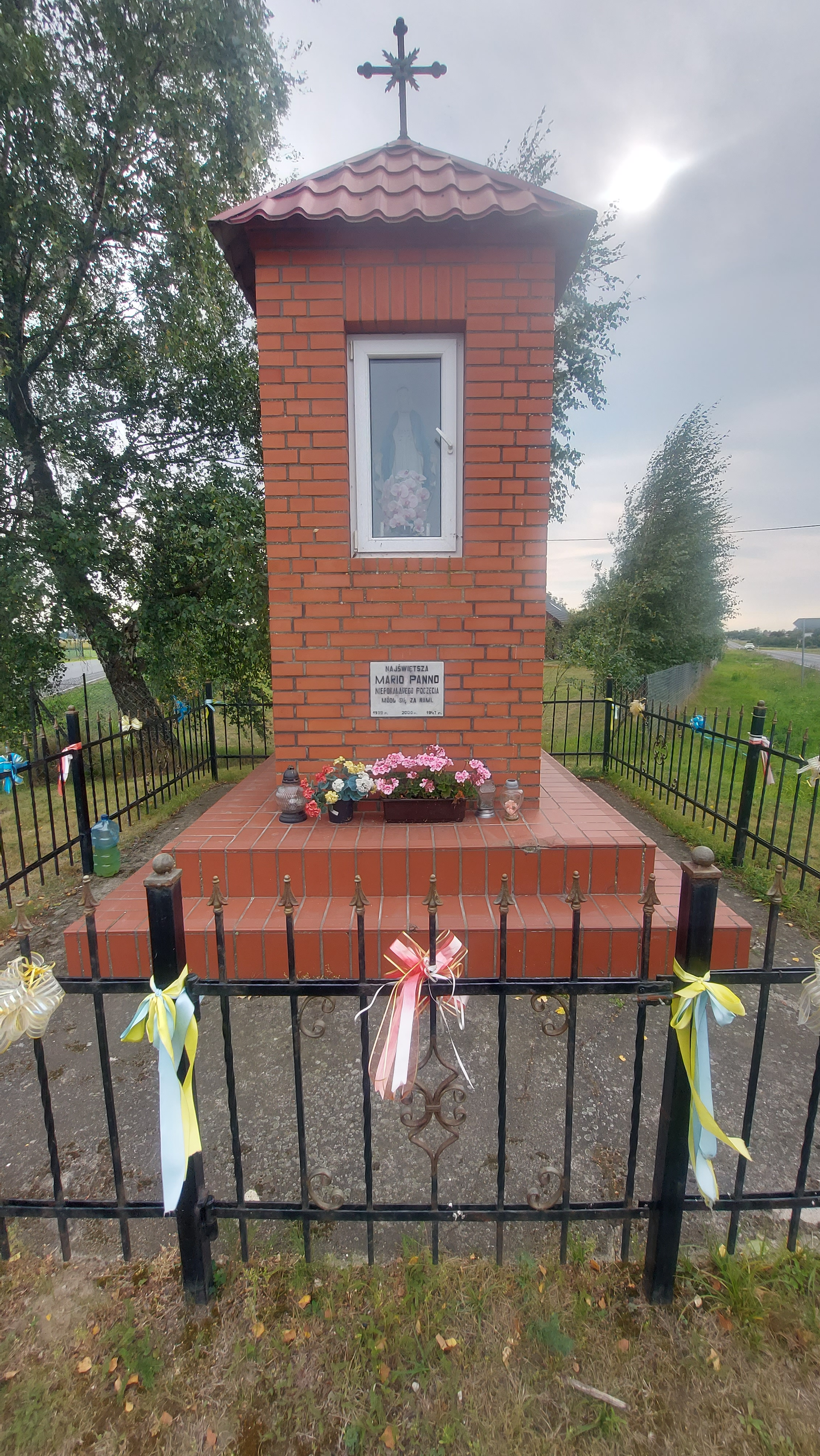
Figurka maryjna w Paprzynie

Ok. roku 1914 następnym właścicielem wsi stał się Kurt Reichel (możliwe, że syn Maxa), o którym po 1939 r. nie ma żadnych informacji. Na początku lat 20. XX w. (ok. 1923 r.) właściciel miał podjąć decyzję o rozebraniu gorzelni. Rozbiórka przebiegała powoli, gdyż w roku 1928 gorzelnia ta wciąż miała być czynna. Sprzęt z gorzelni wywieźć miał do Niemiec. Mieli posiadać majątek w wielkości 671 ha. W 1928 r. drugim właścicielem wsi miał być Wilhelm Fritz.
W czasie II wojny światowej na terenie wsi żołnierze Wehrmachtu wraz z członkami Selbstschutzu 09.09.1939 r. rozstrzelali Annę Kaletowską (we wsi stoi pomnik ku jej pamięci - według początkowego raportu powstać miał w 1964, lecz później zmieniono to na 1939). 20 października 1939 r., w pobliskim lesie, rozstrzelano 9 osób z Lisewa i Linówca (dwie osoby zdążyły zbiec), dzień później rozstrzelano kolejne 4 osoby. Po przejęciu władzy przez komunistów ziemia została znacjonalizowana. W latach 1939 - 1942 dotychczasową nazwą wsi było Paparczyn, lecz po przeprowadzonej zamianie nazw miejscowości w Okręgu Rzeszy Gdańsk-Prusy Zachodnie, w latach 1942 - 1945 nazywała się Papersen.

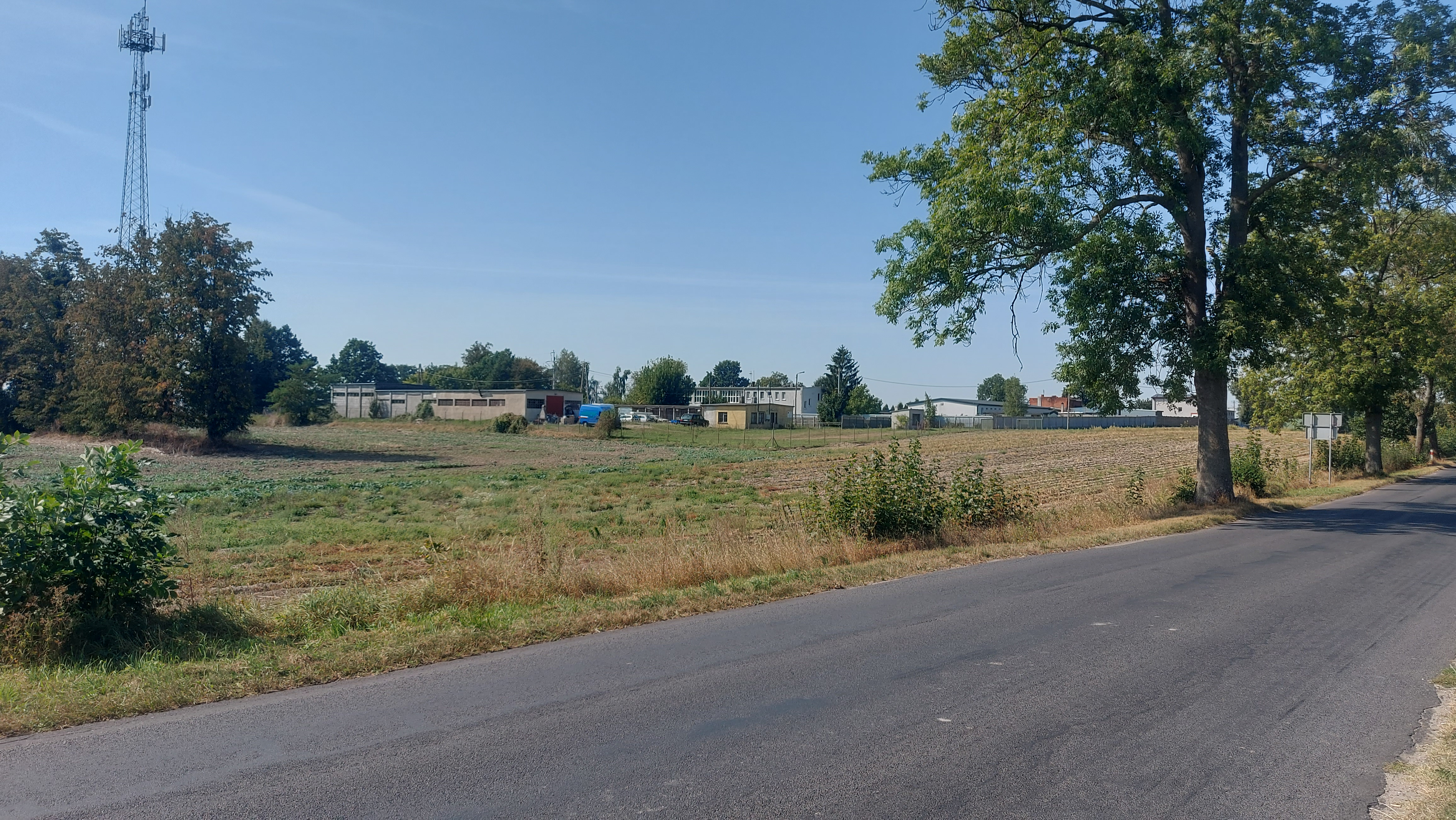
Zabudowania dawnego POM-u w Paparzynie

W 1945 r. znacjonalizowano młyny funkcjonujące na terenie wsi, a w 1962 młyny zostały przekazane w zarząd gromadzkiej radzie narodowej w Robakowie.
W latach 50. XX w. na terenie Gminnego Ośrodka Maszynowego (GOM) uruchomiono filię Państwowego Ośrodka Maszynowego (POM). Głównym celem paparzyńskiego POMu jak i wszystkich innych było dążenie do zwiększenia mechanizacji w rolnictwie.
W latach 60. XX w. wybudowano drogę o nawierzchni twardej pomiędzy Wielkimi Łunawami i Paparzynem. Inwestycja ta powiązana była z obchodami XX-lecia Polski Ludowej oraz ze zbliżającymi się obchodami Tysiąclecia Państwa Polskiego. Przez propagandę PRLu zostały wykorzystane do ukazania to jako czyn społeczne związany z odezwą Ogólnopolskiego Komitetu Frontu Jedności Narodu oraz ww. obchodów.
W 1980 r. rozebrano dworek, na którego miejscu znajduje się dzisiaj stacja benzynowa. Dawny, XIX-wieczny park o powierzchni 5 ha został zmniejszony do 0,5 ha, a pozostała powierzchnia została podzielona i rozdzielona.

## Dwór
Na temat istniejącego niegdyś w Paparzynie dworu nie zachowało się zbyt wiele informacji. Jedynymi większymi źródłami informacji jest karta zabytku dworu (z 1968), dokumentacja dotycząca dawnego praku dworskiego (1986), a także ogólna wzmianka o dobrach rodziny Reichel ze Słownika geograficznego Królestwa Polskiego i innych krajów słowiańskich. Kwerenda przeprowadzona przez Jolantę Chrostkowską wykazała, że dla podworskiego nie zachowało się zbyt dużo danych.

### Dwór
Dwór jest datowany na wiek XIX i wybudowany miał być w stylu klasycystycznym. Był to budynek jednopietrowy w całości wykonany z drewna, a kryty dachówką. Z dołączonych do dokumentacji zdjęć dostrzec można także istniejącą obok ceglaną (murowaną) dobudówkę.

## Położenie
Przez wieś przechodzi droga krajowa nr 55, między miastami Chełmno i Grudziądz.